# André Santos
André Clarindo dos Santos (født 8. marts 1983) er en brasiliansk tidligere fodboldspiller, der spillede som back eller kantspiller. Han har spillet for blandt andet Arsenal i England.
Han blev i starten af sin Arsenal-karriere kritiseret for ikke at være en god nok forsvarsspiller Premier League. Dette blev dog forsvaret af klubbens manager Arsène Wenger med henvisning til at man i Brasilien spiller på en lidt anden måde end i Europa. Efterhånden viste han sit talent, og bragte en helt ny offensiv dimension til spillet, og er nu blevet rost for netop at tilføre engelsk fodbold sine brasilianske spillestil.
Santos blev skadet i en udebanekamp mod græske Olympiakos F.C., og forventes at være ude i omtrent tre måneder.